# فرودگاه بین‌المللی پونچیانو آریاگا
 فرودگاه بین‌المللی پونچیانو آریاگا (به انگلیسی: Ponciano Arriaga International Airport) یک فرودگاه همگانی مسافربری با کد یاتا SLP است که یک باند فرود آسفالت دارد و طول باند آن ۹۹۳ متر است. این فرودگاه در کشور مکزیک قرار دارد و در ارتفاع ۱۸۳۹ متری از سطح دریا واقع شده است.